# 自己PR
自己PR（じこピーアール）とは、就職活動において用いられている用語である。これは企業に対しての採用を求める者が、企業に対しての自己の良い所をアピールするということである。PRはPublic Relationsの略である。

## 概要
自己PRは、自身の長所や特徴をいかにうまく相手に納得させられるかということがポイントとなる。その内容は自身の趣味や特技や資格のみでなく、自身がこれまでに頑張ってきた事柄にまで範囲を広げ、そしてその事柄において自身がどのように成長できてきたかもアピールすることが大切である。そしてそれが社会人となってからどのように活かされ、企業においてはどのように役立つかまでも話せる必要がある。